# Сцилла
Ски́лла (др.-греч. Σκύλλα), более известная под латинской транслитерацией Сци́лла (лат. Scylla), — морское чудище из древнегреческой мифологии. Сцилла и Харибда согласно древнегреческой мифологии представляли собой смертельную опасность для любого, кто проплывал мимо них.
В Одиссее Харибда изображается как морское божество (др.-греч. δία Χάρυβδις), обитающее в проливе под скалой в расстоянии полёта стрелы от другой скалы, которая служила местопребыванием Сциллы.

## Происхождение
В различных мифографических источниках Сцилла считается:
- дочерью Форкиса и Гекаты;
- либо дочерью Форбанта[1] и Гекаты[2];
- дочерью Тритона и Ламии (по Стесихору, дочь Ламии[3]);
- дочерью Тритона;
- дочерью Тифона и Эхидны;
- дочерью Посейдона (Дейма) и Кратайиды;
- или дочерью Посейдона и Геи[4].
- дочерью реки Кратеиды[5] и Триена (либо Форка); Гомер называет её матерью нимфу Кратайиду, дочь Гекаты и Тритона.
- По Акусилаю и Аполлонию, дочь Форка и Гекаты, именуемой Кратеидой[6];
- По версии, дочь Тиррена[7];
- У Вергилия чудовище Сцилла отождествляется с дочерью Ниса[8].

В некоторых сказаниях Сцилла иногда представляется красивой девушкой: так, её любви искал Главк, но волшебница Кирка сама пленилась Главком. Сцилла привыкла купаться, и Кирка из ревности отравила воду снадобьями, и Сцилла стала свирепым зверем, её красивое тело было изуродовано, нижняя его часть обратилась в ряд собачьих голов.
По другому сказанию это превращение было совершено Амфитритой, которая, узнав, что Сцилла стала возлюбленной Посейдона, решила этим способом (отравив воду) отделаться от опасной соперницы.
Согласно «Эпическому циклу» Дионисия Самосского, за похищение одного из герионовых быков у Геракла Сцилла была убита последним, но снова возвращена к жизни своим отцом Форкисом, который сжёг её тело.

## Описание у Гомера
Скала Сциллы высоко подымалась острой вершиной до неба и вечно была покрыта тёмными облаками и сумраком; доступ к ней был невозможен вследствие её гладкой поверхности и крутизны. Посредине её, на высоте, недосягаемой даже для стрелы, зияла пещера, обращённая тёмным жерлом на запад: в этой пещере обитала страшная Сцилла. Без умолку лая (Σκύλλα — «лающая»), чудовище оглашало окрестности пронзительным визгом. Спереди у Сциллы двигалось двенадцать лап, на косматых плечах подымалось шесть длинных гибких шей, и на каждой шее торчало по голове; в пасти у неё сверкали частые, острые, расположенные в три ряда зубы. Вдвинувшись задницей вглубь пещеры и выставившись грудью наружу, она всеми головами выслеживала добычу, шаря лапами кругом по скале и вылавливая дельфинов, тюленей и других морских животных. Когда проходил корабль мимо пещеры, Сцилла, разинув все пасти, разом похищала с корабля по шесть человек. В таких чертах обрисовывает Гомер Сциллу.
Когда Одиссей со своими спутниками проходил тесным проливом между Сциллой и Харибдой, последняя жадно поглощала солёную влагу. Рассчитав, что смерть от Харибды угрожает неминуемо всем, тогда как Сцилла могла схватить своими лапами лишь шесть человек, Одиссей, с потерей шести своих товарищей, которых сожрала Сцилла, избегает ужасного пролива
Согласно Гигину, снизу собака, сверху женщина. У неё было 6 рождённых ею собак, и она сожрала 6 спутников Одиссея.
Подобно Одиссею, счастливо миновал Харибду и Ясон со своими спутниками, благодаря помощи Фетиды; Эней же, которому также предстоял путь между Сциллой и Харибдой, предпочёл объехать окольным путём опасное место.
У Вергилия упоминается несколько Сцилл, которые в числе других чудовищ населяют преддверие Тартара.

## География
Географически местопребывание Харибды и Сциллы приурочивалось древними к Мессинскому проливу, причём Харибда помещалась в сицилийской части пролива под Пелорским мысом, а Сцилла на противоположном мысе (в Бруттии, близ Регия), носившем в историческое время её имя (лат. Scyllaeum promontorium, др.-греч. Σκύλλαιον).

## Истолкование
Рационалистическое истолкование этих чудовищ приводит Помпей Трог По интерпретации Полибия, описана ловля рыбы у Сциллейской скалы. По другому истолкованию, Сцилла — это быстроходная триера тирренцев, от которой бежал Одиссей. По третьему истолкованию, Сцилла жила на острове, была красивой гетерой и имела при себе параситов, вместе с которыми «поедала» (то есть разоряла) чужеземцев.

## В литературе и искусстве
Существовала поэма Стесихора «Скилла» (фр. 220 Пейдж), дифирамб Тимофея «Скилла».
В античном изобразительном искусстве иконография Сциллы практически независима от гомеровской версии. Художники не изображают ее как многоглавого пса, и она лишь редко представляется как существо, состоящее только из человеческого и собачьих тел. Как правило, составных элементов больше: это женская полуфигура, чью талию и бедер прикрывают плавники, из-под которых тело продолжается стаей собак. Тело Сциллы может продолжаться длинным хвостом, или даже двумя хвостами, заканчивающимися собачьими головами. На территории виллы римского императора Тиберия в Сперлонге была найдена скульптурная группа, изображающая сцену нападения Сциллы на корабль Одиссея.
В честь Сциллы назван астероид (155) Сцилла, открытый в 1875 году.